# Stommen, Ale kommun
Stommen är kyrkbyn i Hålanda socken i Ale kommun. Från 2015 avgränsar SCB här en småort som även omfattar mindre delar av byarna Verle och Höga.
Kyrkskolan i Stommen var i drift som småskola 1893-1969 då all skolverksamhet i dåvarande Skepplanda landskommun koncentrerades till den nya Garnvindeskolan i Skepplanda.